# پسر سبزی‌فروش
پسر سبزی‌فروش (انگلیسی: Bachelor's Vegetable Store; کره‌ای: 총각네 야채가게) یک مجموعهٔ تلویزیونی کره جنوبی سال ۲۰۱۱ با بازی جی چانگ ووک، وانگ جی هه، کیم یونگ کوانگ و پارک سو جین است. این مجموعه از ۲۱ دسامبر ۲۰۱۱ تا ۸ مارس ۲۰۱۲، روزهای چهارشنبه و پنجشنبه ساعت ۲۱:۲۰ (کی‌اس‌تی) از چنل ای برای ۲۴ قسمت پخش شد.
این مجموعه بر پایه کتابی با همین نام منتشر شده در سال ۲۰۰۳ است؛ داستان واقعی موفقیت مردی جوان به نام لی یونگ سوک را روایت می‌کند که یک سبزی‌فروشی ۳۵۰ فوت مربعی در سال ۱۹۹۸ را به ۳۳ شعبه در سراسر کشور تبدیل کرد.

## بازیگران

### اصلی
- جی چانگ ووک در نقش هان ته یانگ[۴]
- وانگ جی هه در نقش موک گا اون / جین جین شیم
- کیم یونگ کوانگ در نقش لی سول وو
- پارک سو جین در نقش جونگ دان بی